# Acropteris nanula
Acropteris nanula är en fjärilsart som beskrevs av W. Warren 1898. Acropteris nanula ingår i släktet Acropteris och familjen Uraniidae. Inga underarter finns listade i Catalogue of Life.